# Polyosma vochysioides
Polyosma vochysioides är en tvåhjärtbladig växtart som beskrevs av John Raymond Reeder. Polyosma vochysioides ingår i släktet Polyosma och familjen Escalloniaceae. Inga underarter finns listade i Catalogue of Life.